# The Wicker Man (Iron Maiden)
The Wicker Man is een single van Iron Maiden van het album Brave New World uit april 2000. Het nummer is geschreven door Adrian Smith, Steve Harris en Bruce Dickinson. De titel verwijst naar de speelfilm The Wicker Man uit 1973.

## Overzicht
De radioversie van het lied verschilt van de albumversie doordat er zinnen zijn toegevoegd aan het refrein, deze versie is zeer zeldzaam. De hoes werd gemaakt door Mark Wilkinson, nadat die van Derek Riggs werd afgekeurd. Het was de laatste keer dat Riggs een hoes ontwierp voor Maiden tot Flight 666 omdat ze volgens hem te moeilijk waren om mee te werken.
In 2001 werd het lied genomineerd voor een Grammy Award voor 'Best Metal Performance' maar verloor van "Elite" van Deftones. 
Het lied zit in het spel Rock Band Blitz. 

## Tracklist
1. "The Wicker Man" (Adrian Smith, Steve Harris, Bruce Dickinson) - 4:35
2. "Futureal (Live - Helsinki Ice Hall, Finland 15 september 1999)" (Harris, Blaze Bayley) - 2:58
3. "Man on the Edge (Live - Filaforum, Milaan, Italië 23 september 1999)" (Bayley, Janick Gers) - 4:37
4. "The Wicker Man (Video)" (Smith, Harris, Dickinson) - 4:35

## Bezetting
- Bruce Dickinson - zang
- Dave Murray - gitaar
- Adrian Smith - gitaar
- Janick Gers - gitaar
- Steve Harris - basgitaar
- Nicko McBrain - drums